# Stibaromacha ratella
Stibaromacha ratella är en fjärilsart som beskrevs av Herrich-Schäffer 1855. Stibaromacha ratella ingår i släktet Stibaromacha och familjen Symmocidae. Inga underarter finns listade i Catalogue of Life.